# MPEG-1
MPEG-1 es el nombre de un grupo de estándares de codificación de audio y vídeo normalizados por el grupo MPEG (Moving Picture Experts Group). MPEG-1 vídeo se utiliza en el formato Video CD. La calidad de salida con la tasa de compresión usual usada en VCD es similar a la de un casete de vídeo VHS doméstico. Para el audio, el grupo MPEG definió el MPEG-1 audio layer 3 más conocido como MP3.
MPEG-1 está conformado por diferentes partes:
1. Sincronización y transmisión simultánea de vídeo y audio.
2. Códec de compresión para señales de vídeo no entrelazadas (progresivas).
3. Códec de compresión para señales de audio con control sobre la tasa de compresión. El estándar define tres capas (layers en inglés), o niveles de complejidad de la codificación de audio MPEG.
  1. MP1 o MPEG-1 Parte 3 Capa 1 (MPEG-1 Audio Layer 1)
  2. MP2 o MPEG-1 Parte 3 Capa 2 (MPEG-1 Audio Layer 2)
  3. MP3 o MPEG-1 Parte 3 Capa 3 (MPEG-1 Audio Layer 3)
4. Procedimientos para verificar la conformidad.
5. Software de referencia.

Referencia: ISO/IEC JTC1/SC29/WG11 Archivado el 24 de marzo de 2005 en Wayback Machine. (junio de 1996)

## MPEG-1 Parte 3 Capa 1
MPEG-1 Capa I o II de audio es un codificador de subbanda genérico de funcionamiento a velocidades de bits en el intervalo de 32 a 448 kb/s de apoyo y con unas frecuencias de muestreo de 32, 44,1 y 48 kHz. Las velocidades de bits típicas para la capa II están en el intervalo de 128 a 256 kb/s, y 384 kb/s para aplicaciones profesionales.

## MPEG-1 Parte 3 Capa 1 y 2
MPEG-1 capa I y II (MP1 o MP2) son codificadores de audio perceptiva para 1 o 2 canales de audio. La capa II ha sido diseñada para aplicaciones que requieran baja complejidad de decodificación y de codificación. La capa II proporciona una eficiencia de compresión más alta con una complejidad ligeramente mayor. La capa MPEG-1 uno puede comprimir los datos de audio CD de alta calidad a una velocidad de bits típica de 384 kb/s, mientras que mantiene una alta calidad de audio después de decodificarse. La capa II requiere velocidades de bits en el intervalo de 192 a 256 kb/s para calidad de CD. Un decodificador de Capa II también puede decodificar la capa I de MPEG (compatibilidad hacia atrás).

## MPEG-1 Parte 3 Capa 3
MP3 o MPEG-1 Parte 3 Capa 3 (MPEG-1 Audio Layer 3) es un codificador perceptual de audio que proporciona una excelente compresión de señales de música. En comparación con la capa 1 y la capa 2 proporciona una eficiencia de compresión más alta. Por lo general se pueden comprimir los datos de un CD de audio de alta calidad con un factor 12, mientras mantiene una alta calidad de audio. En general MP3 es apropiado para aplicaciones que impliquen el almacenamiento o la transmisión de música mono o estéreo u otras señales de audio. Desde su implementación, se usa en prácticamente todos los dispositivos de reproducción de audio digital.
Gracias a su baja complejidad de decodificación combinado con una alta robustez frente codificación/decodificación en cascada y los errores de transmisión, MPEG-1 Capa II se utiliza en aplicaciones de transmisión de vídeo (DVB y DAB) y audio digital. También se utiliza en CD de vídeo, así como en una variedad de aplicaciones de estudio.
La capa 3, o como se le llama hoy en día "mp3", es el formato más extendido de codificación de audio para el almacenamiento de música en plataformas de PC, y transmisión de música a través de Internet. Mp3 ha creado una nueva clase de dispositivos de electrónica de consumo que lleva su nombre, el reproductor de mp3. Se encuentra en casi todos los CD y DVD y en un número creciente de nuevos dispositivos estéreo de coche y hogar, como por ejemplo servidores de música en casa conectados en red. Además, la capa 3 encuentra una amplia aplicación en la radiodifusión de audio digital por satélite y en los teléfonos móviles. MPEG-1 capa 3 se ha normalizado para velocidades de muestreo más altas que 32, 44,1 y 48 kHz. 
La señal de entrada es transformada en 32 señales de subbanda que están uniformemente distribuidos en frecuencia por medio de un banco de filtros QMF muestreado críticamente. Las señales de subbanda se agrupan en un marco de la asignación de llamada (384 y 1152 muestras de subbanda para la capa I y II, respectivamente). Por medio de un filtro adaptativo PCM, estos marcos de asignación posteriormente se cuantifican y se codifican en un flujo de bits MPEG-1. En el lado del decodificador, el flujo de bits se decodifica en las muestras de subbanda que posteriormente se introducen en el banco de filtros QMF inversos.

## Compresión de Audio en MPEG-1
Compresión de Audio en MPEG-1/2

1. Usa filtros para dividir la señal de audio (ej: 20 Hz a 20 kHz) en 32 bandas de frecuencia. (filtrado de subbandas).
2. Determina el nivel de enmascaramiento que hay entre unas bandas y otras usando el modelo psycho-acoustic.
3. Determinar el número de bits necesarios para representar el coeficiente, de tal manera que el ruido introducido por la cuantificación esté por debajo del efecto de enmascaramiento.
4. Forma el Bitstream.

## Datos de Audio
MPEG-1 tiene un factor de compresión de 2.7 a 24. Con un factor de compresión de 6:1, y unas condiciones de escucha óptimas, incluso los expertos pueden no distinguir la diferencia entre el audio comprimido y el audio original. MPEG-1 soporta frecuencias de muestreo de 32, 44.1 y 48 kHz. Soporta uno o dos canales en uno de estos 4 modos.
1. Monofónico. Canal de audio simple.
2. Monofónico Dual. Dos canales independientes, como por ejemplo español y alemán.
3. Estéreo.
4. Estéreo Conjunto. Toma correlaciones entre canales estéreo.